# Hunger Games : La Révolte, partie 2
Série Hunger Games
La Révolte, partie 1
(2014) La Ballade du serpent et de l'oiseau chanteur
(2023)
Pour plus de détails, voir Fiche technique et Distribution.
Hunger Games : La Révolte, partie 2, ou Hunger Games : La Révolte - Dernière Partie au Québec, (The Hunger Games: Mockingjay - Part 2) est un film américain de science-fiction dystopique réalisé par Francis Lawrence, sorti en 2015.
Il met en scène le personnage principal Katniss Everdeen interprété par Jennifer Lawrence et fait suite à Hunger Games (2012), L'Embrasement (2013) et à Hunger Games : La Révolte, partie 1 (2014).
Le film débute avec Katniss Everdeen qui est soignée de ses blessures infligées par Peeta Mellark. Afin que le garçon puisse retrouver ses esprits, Plutarch tente de le mettre en rapport avec Prim ; mais l'échange tourne court quand le jeune homme hurle que Katniss est devenue une mutante. Une fois sur pied, Katniss veut se battre pour venger Peeta. La présidente Coin l'envoie donc au district 2 afin d'embraser les troupes.
Cette adaptation du roman éponyme de Suzanne Collins, le troisième et dernier de la série, est divisée en deux parties à l'écran.

## Synopsis
Dans l'aéroglisseur, Katniss et Gale se rapprochent mais le cœur n'y est plus, d'autant que Gale élabore des pièges mortels, trop immoraux au goût de Katniss. Sur place, un topo de la situation montre que les militaires et les civils du district 2 se sont retranchés dans une montagne aménagée en forteresse appelée la « noix ». Jugée imprenable, Gale suggère d'enterrer tout le monde vivant mais Boggs demande qu'un tunnel d'évacuation reste intact pour les survivants. La noix bombardée, Katniss est mise en avant par Haymitch afin d'exhorter les survivants à se rendre mais elle se fait tirer dessus.
L'armure conçue par Cinna qu'elle portait a cependant amorti le choc. Ces petits soins personnels agacent Johanna, également en convalescence, tout en reconnaissant que Katniss est indispensable à la cause. À la demande d'Haymitch, Katniss va voir Peeta mais le garçon, bien que plus calme, se montre toujours hostile. Pour Coin et Plutarch, le rôle de Katniss est maintenant terminé, mais la jeune femme veut se venger. Lors du mariage de Finnick et d'Annie, elle révèle à Johanna qu'elle compte assassiner le président Snow ; cette dernière lui indique donc un moyen de se rendre au Capitole pendant qu'elle la couvrira.
Katniss se rend donc discrètement au Capitole en aéroglisseur, mais ne passe pas inaperçue. Coin n'a alors d'autres choix que de la laisser faire. Elle retrouve sur place Gale, puis intègre l'escouade 451 commandée par Boggs et comptant les soldats Jackson, Mitchell, Homes et les jumelles Leeg. Finnick rejoint l'équipe filmée par ailleurs par Cressida, Messala, Castor, et Pollux. Leur mission : suivre le gros de la troupe en arrière et filmer pour la propagande. Boggs possède également un holo, un appareil répertoriant des pièges mortels pouvant également s'autodétruire. Très vite, le groupe est rejoint par Peeta tout juste lucide. Boggs révèle alors à Katniss que la Présidente Coin n'apprécie guère la jeune femme qui fait ombre à ses ambitions et qu'elle a très bien pu envoyer Peeta en espérant qu'il la tue. Au contact de l'escouade, Peeta tente tout de même de démêler le vrai du faux.
Le lendemain, Boggs et une des Leeg sont blessés par un piège non répertorié. Avant de mourir, Boggs reprogramme le holo pour que seule Katniss puisse s'en servir avant qu'une gigantesque vague noire ne déferle sur eux. Dans la fuite, Peeta, en proie à une crise, tente de tuer Katniss. Mitchell intervient, mais Peeta le projette sur un autre piège qui le tue. Les survivants se réfugient en hauteur et Jackson concède le commandement à Katniss. Ils quittent l'immeuble, laissant les Leeg, qui meurent cernées par les Pacificateurs. Afin d'éviter les pièges, Pollux suggère de passer en sous-sol, mais le groupe se retrouve assailli dans les égouts par des mutants. Jackson, Castor et Homes sont tués, tandis que Pollux fait remonter les survivants. Finnick est alors rattrapé par plusieurs mutants et Katniss provoque l'explosion du holo sur lui. En surface, ils sont attaqués par des Pacificateurs, et un piège tue Messala. Puis un autre disloque le sol et Peeta recommence à perdre la tête mais Katniss l'embrasse, rendant au garçon sa lucidité. Cressida amène ensuite tout le monde chez une ancienne styliste et amie, Tigris, qui accepte de leur donner refuge. Katniss regrette tous ces morts, mais ses amis la soutiennent.
Le lendemain, Katniss et Gale se fondent dans la foule pour tenter de rejoindre le palais présidentiel. Sur le point d'être découverts, ils sont sauvés, lorsqu'une fusillade éclate entre les rebelles et les Pacificateurs. Plusieurs civils sont tués, et Gale est embarqué. Katniss progresse alors seule vers le Palais quand un aéroglisseur flanqué du sceau du Capitole lâche des dizaines de parachutes qui explosent sur des enfants. Des médecins rebelles se portent à leur secours, avec parmi eux Prim que Katniss aperçoit un bref instant, avant que d'autres explosions tuent la jeune fille et projettent Katniss au sol.
Katniss se réveille aux côtés de sa mère, et Haymitch qui lui explique que l'attaque de l'aéroglisseur retourna les dernières forces de Snow contre lui. Plus tard, en visitant le palais présidentiel, la Commandante Paylor laisse Katniss se retrouver face à Snow dans sa serre à roses. Il prétend que c'est Coin qui a envoyé les parachutes explosifs afin de gagner la guerre et que leur haine réciproque les a aveuglés quant aux vraies ambitions de Coin. Katniss ne le croit pas, mais Snow lui rappelle qu'ils se sont juré de ne jamais se mentir. Katniss découvre ensuite que Gale a créé la bombe qui a tué Prim et le rejette définitivement.
La veille de l'exécution, Coin convoque tous les anciens vainqueurs survivants des Hunger Games afin de procéder à l'élection d'une ultime édition des Jeux où les Tributs seront les enfants du Capitole. Malgré les refus catégoriques de Peeta, Beetee et Annie, Johanna et Enobaria votent pour et Katniss accepte à condition que ce soit elle qui tue Snow. Haymitch la suit dans son choix. L'après-midi devant une immense foule, Katniss met en joue Snow, armée de son arc, mais tire finalement sa flèche sur Coin en plein cœur. Cet acte provoque une émeute et Katniss est arrêtée et amenée alors que Snow est lynché par la foule. Mise sous bonne garde, Katniss reçoit la visite d'Haymitch. Il lui lit une lettre de Plutarch qui explique qu'il organisera sa fuite en espérant très bientôt le retour d'une démocratie pour Panem.
Après avoir fait leurs adieux à Effie, Katniss et Haymitch retournent au District 12. Elle retrouve Buttercup le chat de Prim qu'elle rejette avant de s'effondrer en larmes et de prendre l'animal dans ses bras. Katniss finit par retrouver doucement ses marques en allant chasser. À son retour, Peeta est là, entièrement guéri, plantant des primevères en mémoire de Prim. Au fil des jours, Katniss n'a plus peur de montrer ses sentiments pour Peeta, et tous deux peuvent vivre ensemble. Plusieurs années passent, et Katniss et Peeta sont désormais parents de deux enfants.

## Fiche technique
- Titre original : The Hunger Games: Mockingjay - Part 2
- Titre français : Hunger Games : La Révolte, partie 2 / Hunger Games : La Révolte, 2ème Partie (à la télévision)
- Titre québécois : Hunger Games : La Révolte - Dernière Partie
- Réalisation : Francis Lawrence
- Scénario : Danny Strong et Peter Craig, adapté par Suzanne Collins, d'après Hunger Games : La Révolte de Suzanne Collins
- Musique : James Newton Howard
- Direction artistique : Andrew Max Cahn, Priscilla Elliott, Wolfgang Metschan, Lauren E. Polizzi, Stefan Speth et Steve Summersgill
- Décors : Philip Messina
- Costumes : Kurt and Bart
- Photographie : Jo Willems
- Son : Skip Lievsay, Jeremy Peirson, Bryon Williams
- Montage : Alan Edward Bell et Mark Yoshikawa
- Production : Nina Jacobson et Jon Kilik
  - Direction de production : Michael Paseornek et Patrick Wachsberger
  - Production exécutive (Allemagne) : Miki Emmrich
  - Production déléguée : Suzanne Collins, Joseph Drake, Jan Foster et Allison Shearmur
  - Production associée : Cameron MacConomy et Jeffrey Harlacker
  - Coproduction : Christoph Fisser, Henning Molfenter, Bryan Unkeless et Charlie Woebcken
  - Coproduction (Paris) : John Bernard
- Sociétés de production[2] :
  - États-Unis : Lionsgate et Color Force,
  - Allemagne : en coproduction avec Studio Babelsberg,
  - Canada : avec la participation du Crédit d'impôt pour production cinématographique ou magnétoscopique canadienne et du Crédit d'impôt pour services de production de la province de la Colombie-Britannique
  - France : avec le soutien du Crédit d'impôt français
- Sociétés de distribution : 
  - États-Unis : Lionsgate
  - Allemagne : Studiocanal Film
  - Canada : Entertainment One
  - France : Metropolitan Filmexport
  - Belgique : Belga Films
  - Suisse : Impuls Pictures
- Budget : 160 millions de $[3] ; 125 millions de $[4]
- Pays de production :  États-Unis
- Langue originale : anglais
- Format[5] : couleur (Technicolor) — 35 mm / D-Cinema — 2,35:1 (Cinémascope)
  - son Auro 11.1 | Dolby Digital | Dolby Atmos | Dolby Surround 7.1 | Datasat
- Genre : science-fiction, action, aventures, thriller, drame, dystopie
- Durée : 137 minutes
- Dates de sortie[6] :
  - Allemagne : 4 novembre 2015 (première mondiale à Berlin)[7] ; 19 novembre 2015 (sortie nationale)
  - France, Belgique, Suisse romande[8] : 18 novembre 2015
  - États-Unis, Canada[1] : 20 novembre 2015

## Distribution
Sauf indication contraire, les informations mentionnées dans cette section peuvent être confirmées par la base de données cinématographiques IMDb,  présente dans la section « Liens externes ».
- Jennifer Lawrence (VF : Kelly Marot ; VQ : Catherine Brunet) : Katniss Everdeen
- Josh Hutcherson (VF : Julien Bouanich ; VQ : Xavier Dolan) : Peeta Mellark
- Liam Hemsworth (VF : Emmanuel Garijo ; VQ : Gabriel Lessard) : Gale Hawthorne
- Woody Harrelson (VF : Jérôme Pauwels ; VQ : Louis-Philippe Dandenault) : Haymitch Abernathy
- Donald Sutherland (VF : Bernard Tiphaine ; VQ : Vincent Davy) : le président Coriolanus Snow
- Philip Seymour Hoffman (VF : Thierry Hancisse ; VQ : Tristan Harvey) : Plutarch Heavensbee
- Julianne Moore (VF : Déborah Perret ; VQ : Marie-Andrée Corneille) : la présidente Alma Coin
- Willow Shields (VF : Joséphine Ropion ; VQ : Ludivine Reding) : Primrose Everdeen
- Sam Claflin (VF : Axel Kiener ; VQ : Jean-Philippe Baril Guérard) : Finnick Odair
- Elizabeth Banks (VF : Marie-Eugénie Maréchal ; VQ : Viviane Pacal) : Effie Trinket
- Mahershala Ali (VF : Daniel Lobé ; VQ : Daniel Picard) : Boggs
- Jena Malone (VF : Émilie Rault ; VQ : Catherine Bonneau) : Johanna Mason
- Jeffrey Wright (VF : Jean-Louis Faure ; VQ : Manuel Tadros) : Beetee Latier
- Paula Malcomson : Mme Everdeen
- Stanley Tucci (VF : Bernard Alane ; VQ : Jacques Lavallée) : Ceasar Flickerman
- Natalie Dormer (VF : Sandra Valentin ; VQ : Pascale Montreuil) : Cressida
- Evan Ross : Messalla
- Elden Henson (aucun dialogue, personnage muet) : Pollux
- Wes Chatham (VF : David Mandineau ; VQ : Sylvain Hétu) : Castor
- Eugenie Bondurant (VF : Pauline de Meurville) : Tigris
- Sarita Choudhury (VQ : Isabelle Leyrolles) : Egeria
- Stef Dawson (VF : Melissa Leprince ; VQ : Élisabeth Forest) : Annie Cresta
- Cody Saintgnue (VF : Benjamin Bollen) : Crean
- Meta Golding (VF : Laura Zichy) : Enobaria
- Patina Miller (VF : Sara Martins ; VQ : Camille Cyr-Desmarais) : la commandante Paylor
- Omid Abtahi (VF : Fabrice Fara ; VQ : Nicolas Charbonneaux-Collombet) : Homes
- Michelle Forbes (VF : Marjorie Frantz ; VQ : Mélanie Laberge) : le lieutenant Jackson
- Gwendoline Christie (VF : Vanina Pradier ; VQ : Claudine Chatel) : la commandante Lyme
- Robert Knepper (VF : Emmanuel Lemire ; VQ : Paul Sarrasin) : Antonius
- Michael Terry : Carl
- David Hallyday : un des gardes postés devant la roseraie de Snow[9]

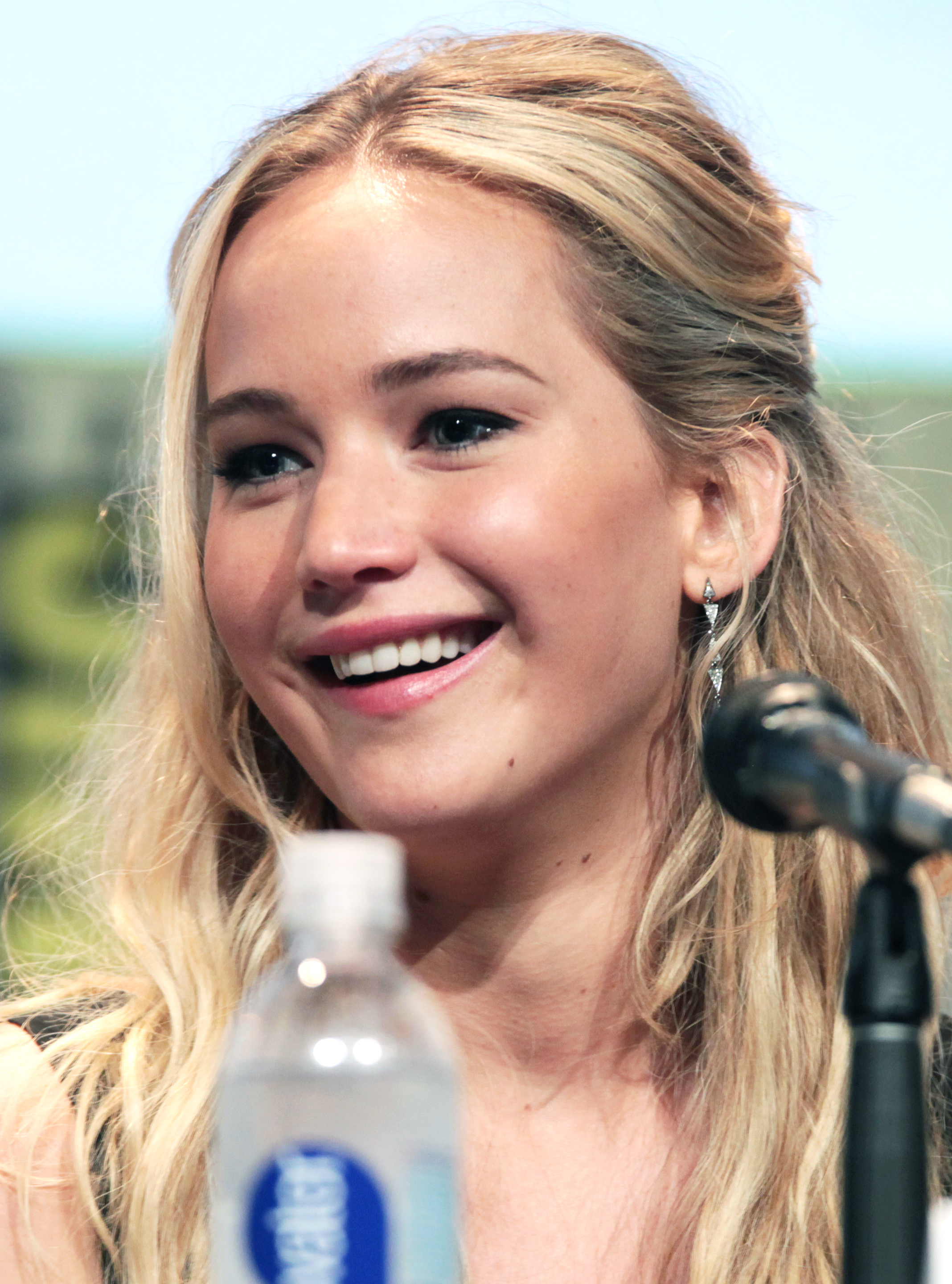
Jennifer Lawrence
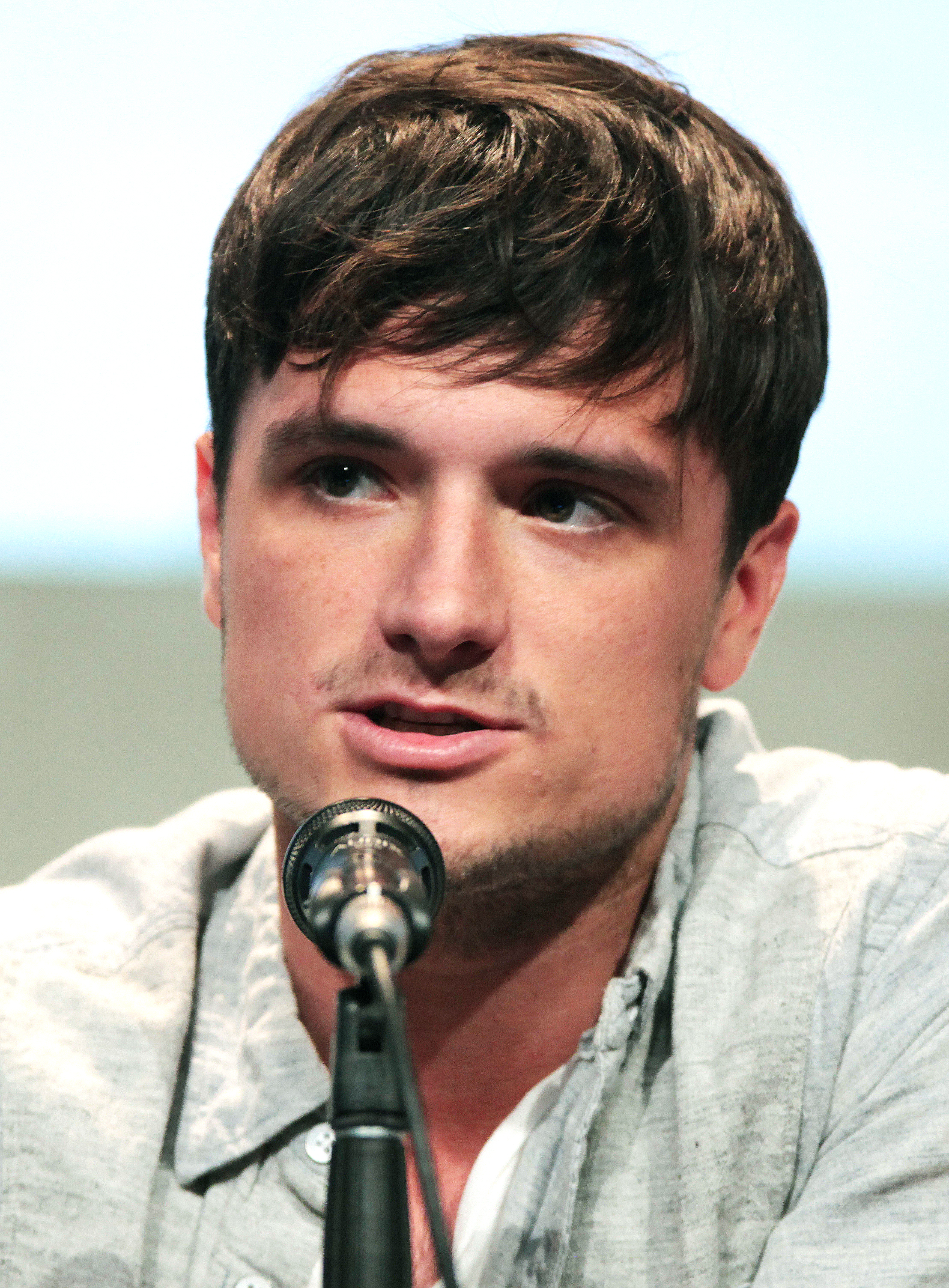
Josh Hutcherson
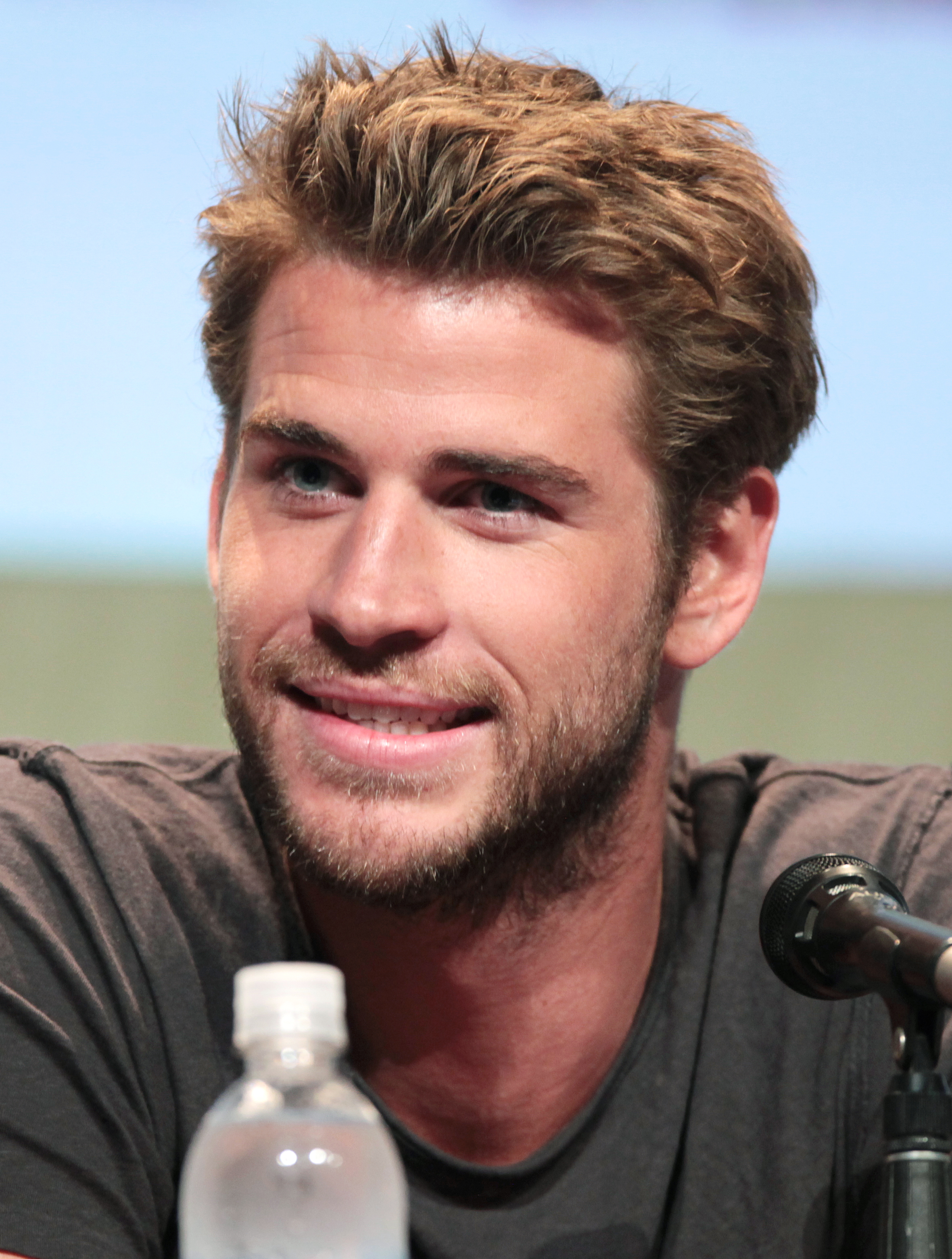
Liam Hemsworth
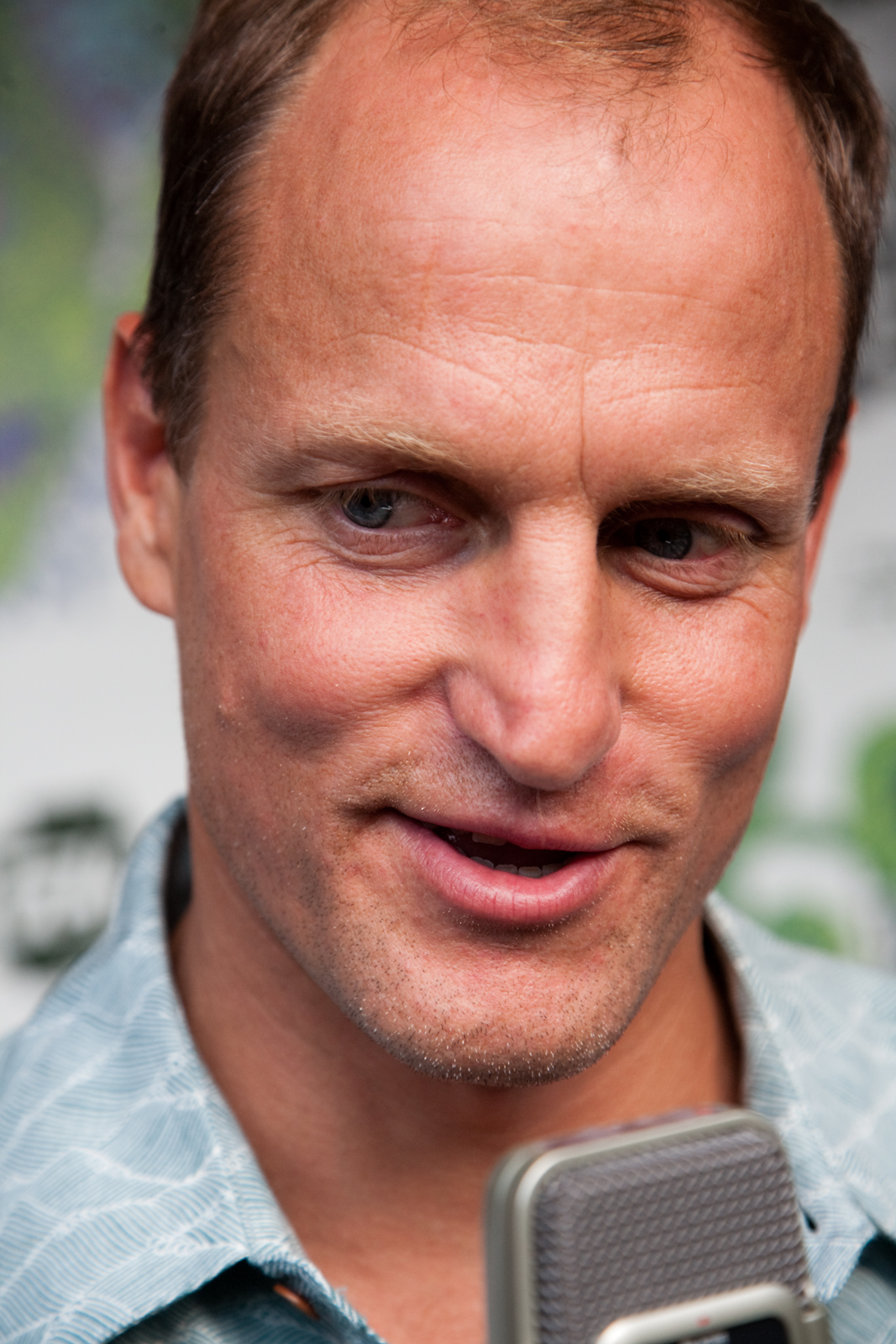
Woody Harrelson
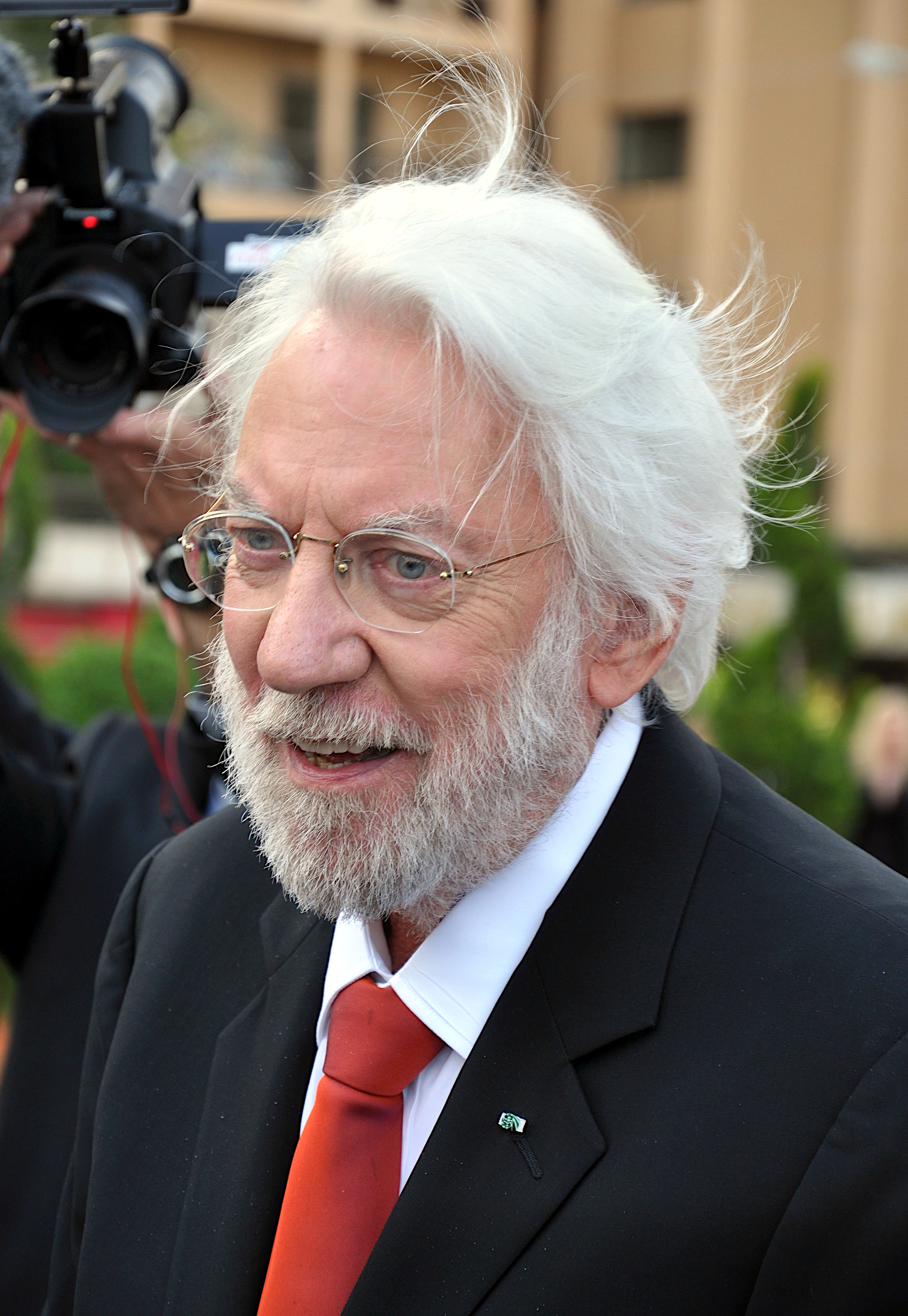
Donald Sutherland
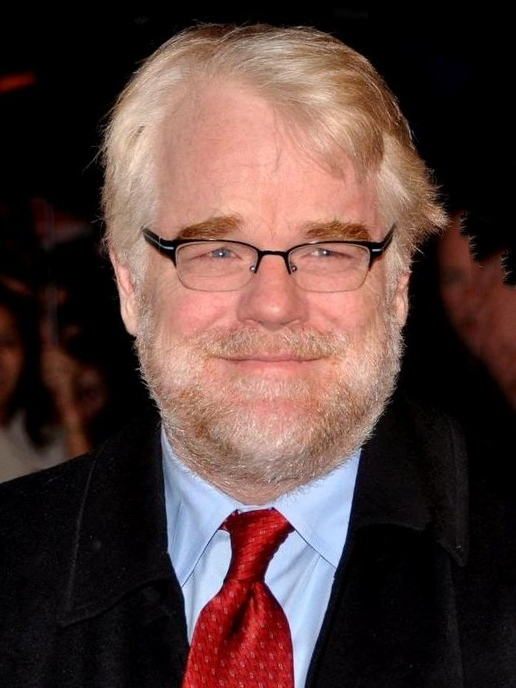
Philip Seymour Hoffman
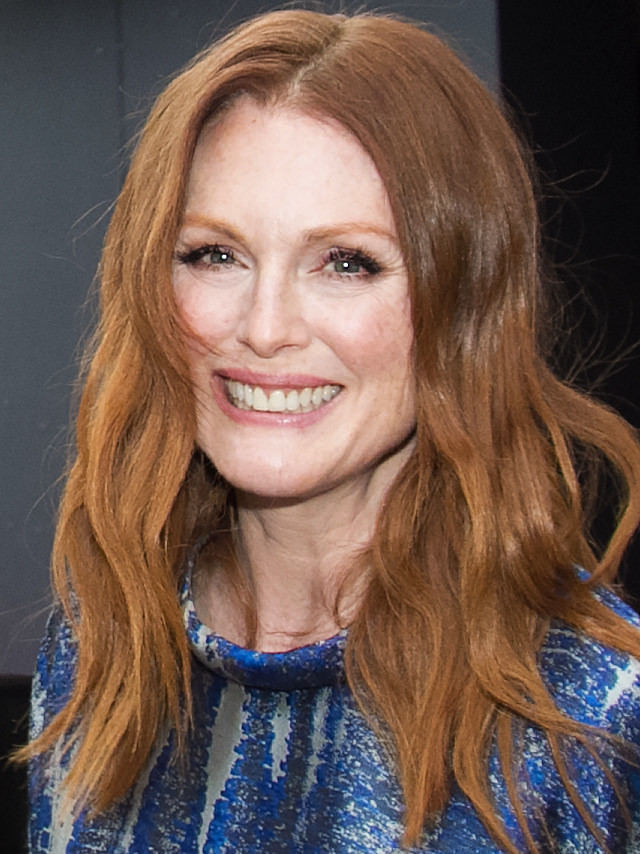
Julianne Moore
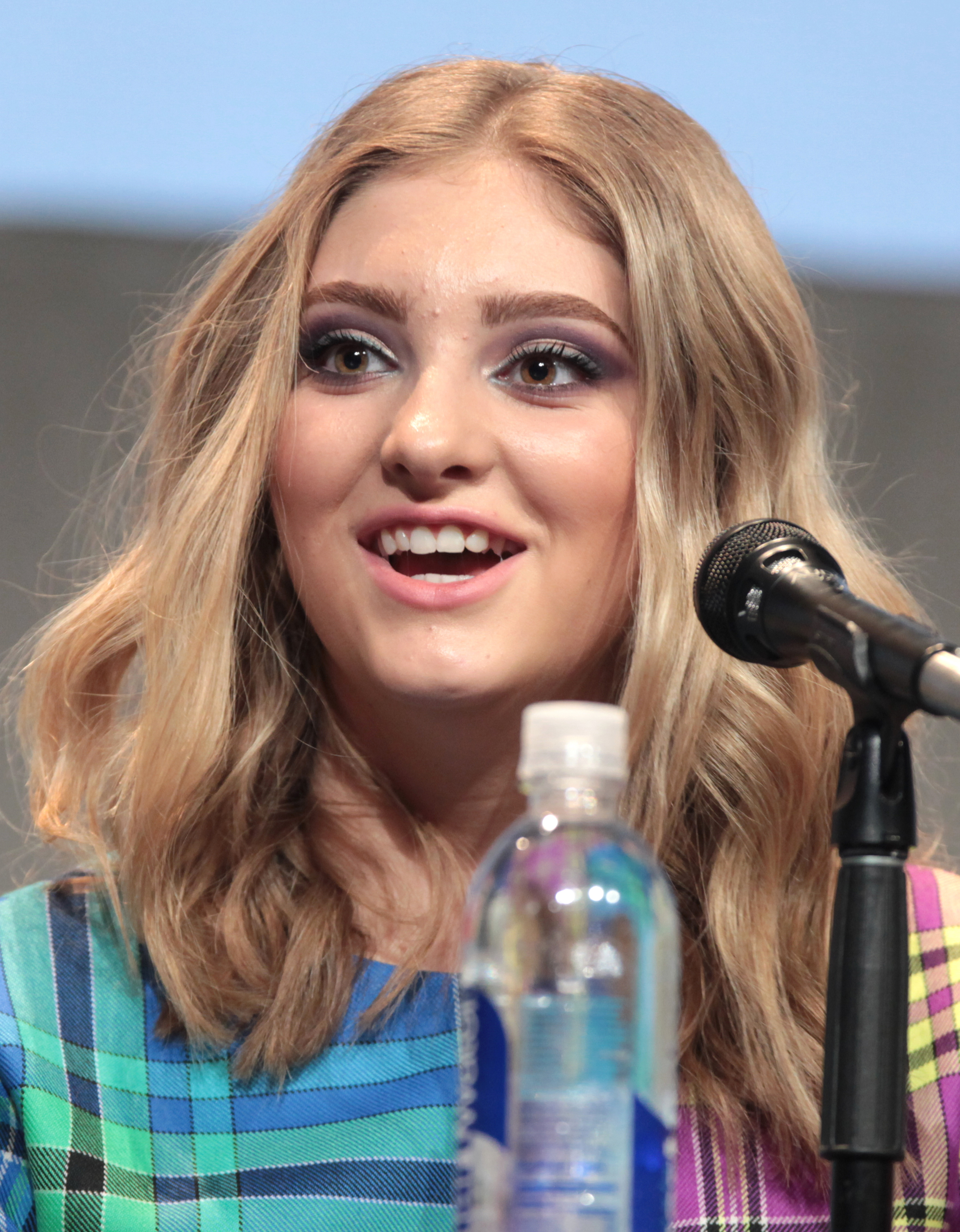
Willow Shields
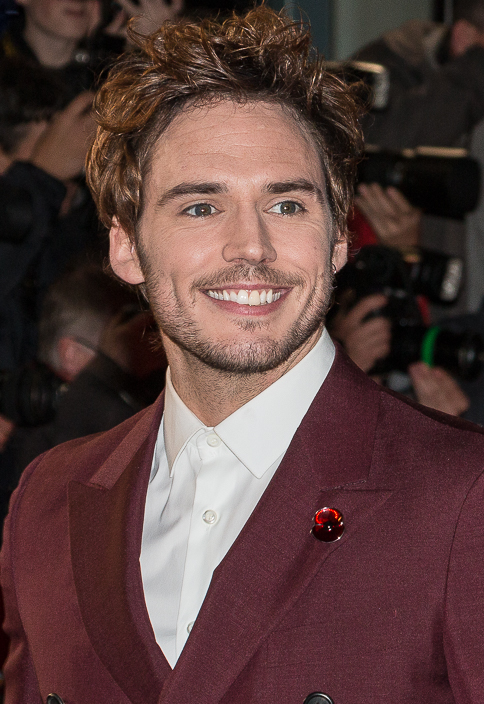
Sam Claflin
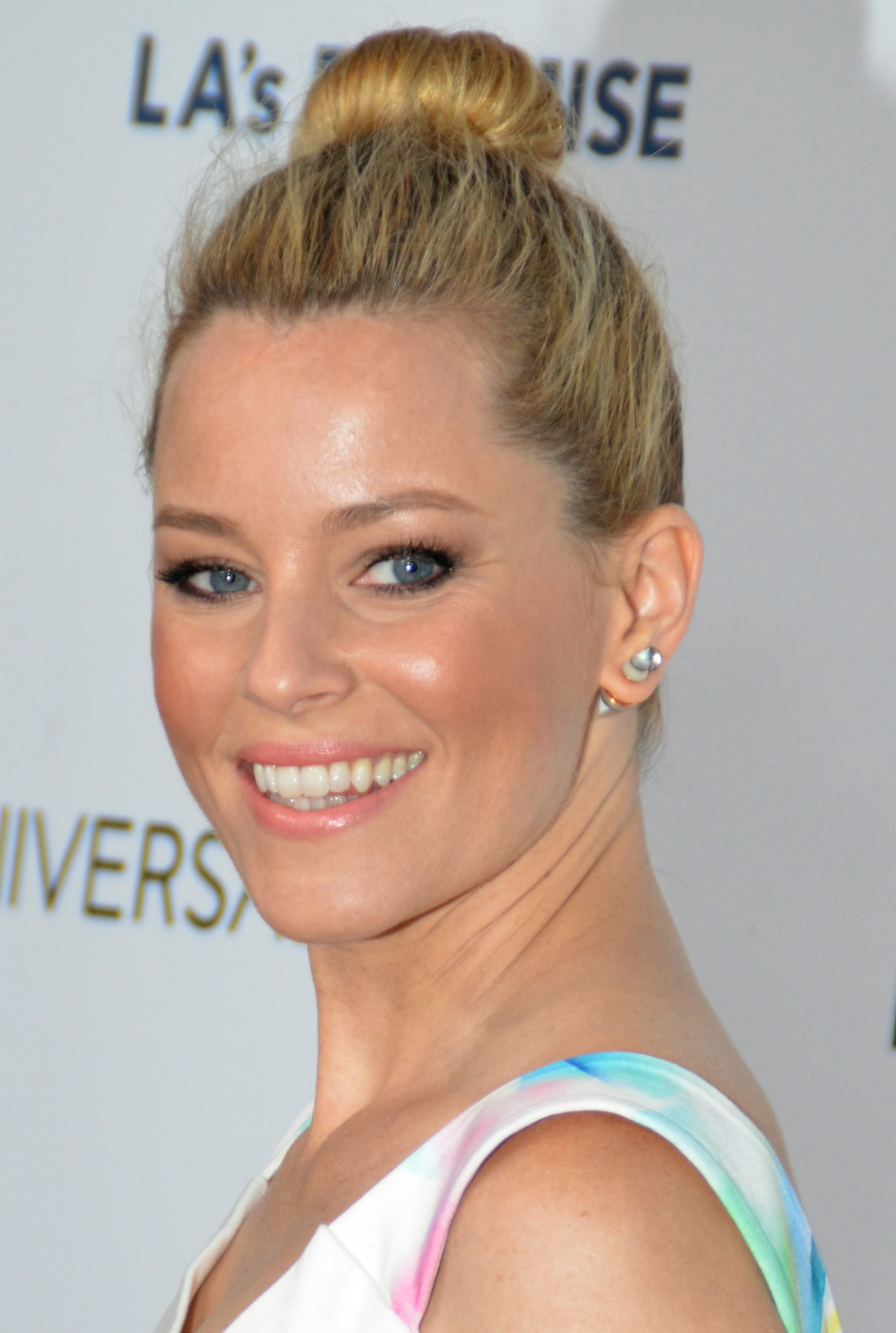
Elizabeth Banks
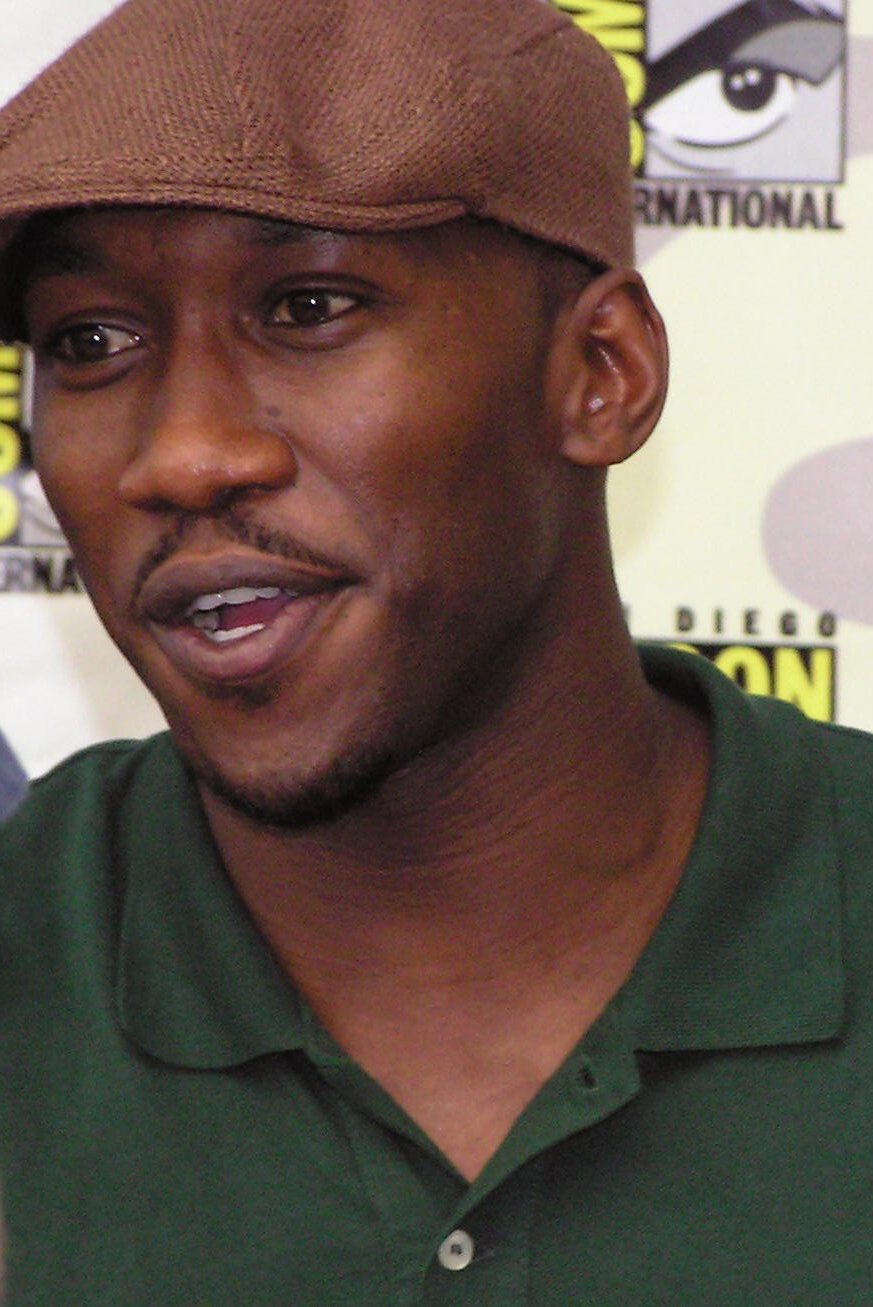
Mahershala Ali
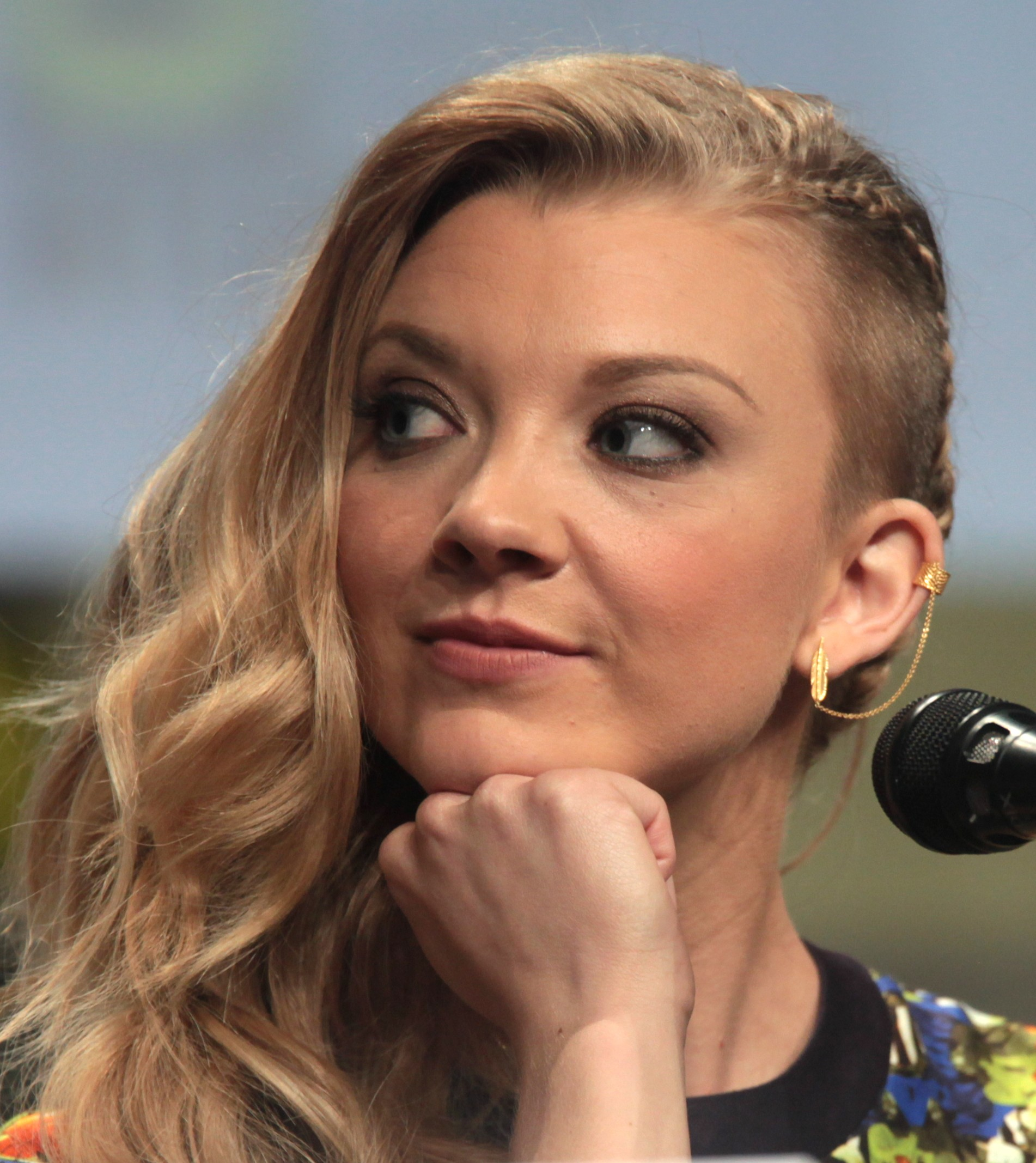
Natalie Dormer
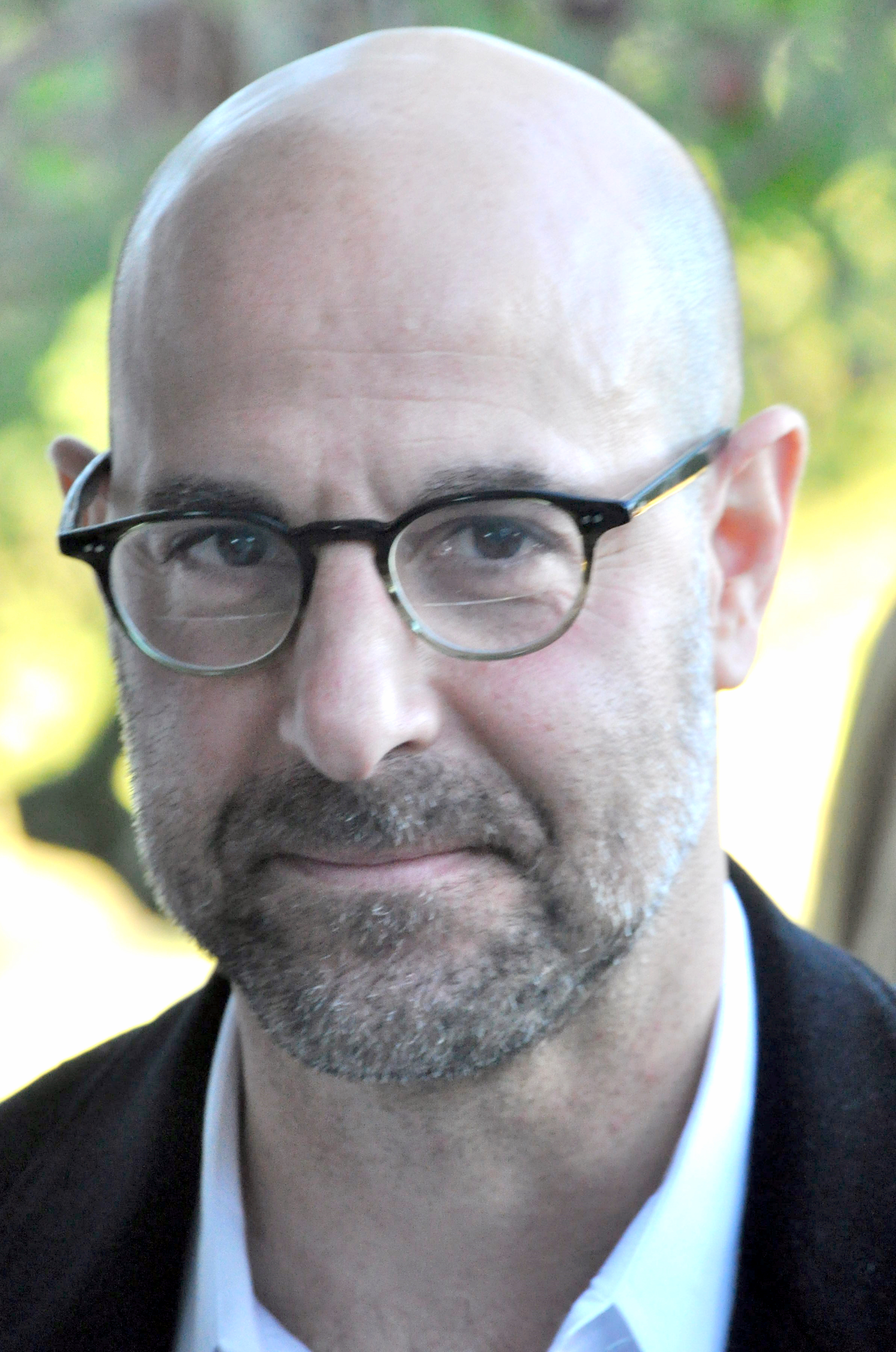
Stanley Tucci

## Production

### Développement
Le 10 juillet 2012, Lionsgate annonce que l'adaptation du livre Hunger Games : La Révolte aura lieu en deux parties, prévues pour sortir en novembre 2014 et novembre 2015.

### Tournage
Le tournage des deux films a lieu en même temps et débute le 23 septembre 2013 à Atlanta et s'achève à Berlin le 20 juin 2014.
Une partie du tournage s'est déroulée en France en mai 2014 :
- à Ivry-sur-Seine, dans l'ensemble Jeanne-Hachette créé par Jean Renaudie et Renée Gailhoustet ;
- à Noisy-le-Grand, aux espaces d'Abraxas de Ricardo Bofill ;
- les scènes de la roseraie ont été tournées dans le château de Voisins dans les Yvelines[9].

## Accueil

### Accueil critique
Globalement, le film a reçu des critiques positives de la part de la presse et des spectateurs, même si les avis sont très divers et parfois mitigés. Sur le site Allociné, la note moyenne de la presse est de 3,0/5. Avant sa sortie nationale, l'avant-première française a eu lieu à Paris, au Grand Rex, le 9 novembre, en présence du réalisateur Francis Lawrence, et des acteurs Jennifer Lawrence, Josh Hutcherson, Liam Hemsworth et Woody Harrelson.

### Box-office
| Pays ou région | Box-office        | Date d'arrêt du box-office | Nombre de semaines    |
| -------------- | ----------------- | -------------------------- | --------------------- |
| États-Unis     | 281 402 464 $     | 1er février 2016           | 21 semaines           |
| France         | 2 882 374 entrées | 28 janvier 2016            | 12 semaines           |
| Mondial        | 652 633 932 $     | 1er février 2016           | moyenne : 15 semaines |

Pour sa première semaine d'exploitation, le film totalise un peu plus de 1 200 000 entrées en France, mais réalise cependant un score inférieur aux trois précédents volets de la franchise. Malgré un succès considérable, ce quatrième et dernier s'avère être néanmoins l'épisode le moins rentable de la saga. Actuellement, le film totalise un peu plus de 652 millions de dollars à travers le monde, tandis que le premier volet avait amassé environ 690 millions en 2012.
En 2013, le deuxième volet avait totalisé plus de 860 millions de dollars, et le troisième un peu plus de 750 millions de dollars en 2014. En France, il s'agit du deuxième film le moins rentable des quatre après le premier, malgré les 2,8 millions d'entrées ; une conséquence qui peut s'expliquer par les attentats du 13 novembre qui se sont déroulés cinq jours avant la sortie nationale du film en France.

## Distinctions
Entre 2015 et 2016, Hunger Games : La Révolte, partie 2 a été sélectionné 50 fois dans diverses catégories et a remporté 16 récompenses.

### Distinctions 2015
| Festivals de cinéma                                                        | Catégorie / Récompense                                                                     | Nommé(es) / Lauréat(es)                                                                    | Nommé(es) / Lauréat(es) |
| -------------------------------------------------------------------------- | ------------------------------------------------------------------------------------------ | ------------------------------------------------------------------------------------------ | ----------------------- |
| Prix de la musique hollywoodienne (Hollywood Music In Media Awards (HMMA)) | Prix HMMA de la Meilleure musique originale pour un film de science-fiction ou fantastique | Hunger Games : La Révolte, partie 2                                                        | Lauréat                 |
| Prix de la musique hollywoodienne (Hollywood Music In Media Awards (HMMA)) | Prix HMMA de la Meilleure chanson ou partition d'une bande-annonce                         | Hunger Games : La Révolte, partie 2                                                        | Lauréat                 |
| Prix de la musique hollywoodienne (Hollywood Music In Media Awards (HMMA)) | Meilleure musique originale                                                                | Hunger Games : La Révolte, partie 2                                                        | Nomination              |
| Prix des arts clés (Key Art Awards)                                        | Prix des arts clés de la Meilleure technique audio / visuelle                              | -                                                                                          | Lauréat                 |
| Prix des arts clés (Key Art Awards)                                        | Prix des arts clés de la Meilleure bande-annonce audio ou visuel                           | Bande-annonce officielle de Hunger Games : La Révolte, partie 2 - "Nous marchons ensemble" | Lauréat                 |
| Prix des arts clés (Key Art Awards)                                        | Meilleur contenu créatif audio ou visuel - Forme courte                                    | Hunger Games : La Révolte, partie 2                                                        | Nomination              |
| Prix des arts clés (Key Art Awards)                                        | Imprimer une feuille domestique                                                            | Hunger Games : La Révolte, partie 2                                                        | Nomination              |
| Prix des arts clés (Key Art Awards)                                        | Meilleure affiche                                                                          | Hunger Games : La Révolte, partie 2                                                        | Nomination              |
| Prix IGN du cinéma d'été (IGN Summer Movie Awards)                         | Meilleur film de science-fiction                                                           | Hunger Games : La Révolte, partie 2                                                        | Nomination              |
| Prix NouveauMaintenantSuivant (NewNowNext Awards)                          | Prix NouveauMaintenantSuivant du Prochain film à voir absolument                           | -                                                                                          | Lauréat                 |

### Distinctions 2016
| Festivals de cinéma                                                                                       | Catégorie / Récompense                                                                      | Nommé(es) / Lauréat(es)                                           | Nommé(es) / Lauréat(es) |
| --- | ------------------------------------------------------------------------------------------- | ----------------------------------------------------------------- | ----------------------- |
| Académie des films de science-fiction, fantastique et d'horreur - Prix Saturn                             | Meilleur film fantastique                                                                   | Hunger Games : La Révolte, partie 2                               | Nomination              |
| Alliance des femmes journalistes de cinéma                                                                | Meilleure actrice dans un film d'action                                                     | Jennifer Lawrence                                                 | Nomination              |
| Association des critiques de cinéma                                                                       | Meilleure actrice dans un film d'action                                                     | Jennifer Lawrence                                                 | Nomination              |
| Association des critiques de cinéma de Géorgie (Georgia Film Critics Association Awards)                  | Nommé au Prix Oglethorpe pour l'excellence du cinéma de Géorgie                             | Francis Lawrence, Peter Craig et Danny Strong                     | Nomination              |
| Guilde des créateurs de costumes                                                                          | Meilleurs costumes de film fantastique                                                      | Kurt and Bart                                                     | Nomination              |
| Guilde des maquilleurs et coiffeurs hollywoodiens (Hollywood Makeup Artist and Hair Stylist Guild Awards) | Meilleur maquillage d’effets spéciaux dans un long métrage                                  | Ve Neill et Glenn Hetrick                                         | Nomination              |
| MTV Movie Awards                                                                                          | MTV Movie Award du Meilleur héros                                                           | Jennifer Lawrence                                                 | Lauréat                 |
| MTV Movie Awards                                                                                          | Meilleure scène d’action                                                                    | Jennifer Lawrence                                                 | Nomination              |
| MTV Movie Awards                                                                                          | Meilleur casting d'ensemble                                                                 | Hunger Games : La Révolte, partie 2                               | Nomination              |
| Prix de la bande-annonce d'or                                                                             | Prix de la bande-annonce d’or du Meilleur spot télévisé de film fantastique / aventure      | Hunger Games : La Révolte, partie 2 - "Finale épique"             | Lauréat                 |
| Prix de la bande-annonce d'or                                                                             | Prix de la bande-annonce d’or du Meilleur spot télévisé de film fantastique / aventure      | Lionsgate et Carve Productions                                    | Lauréat                 |
| Prix de la bande-annonce d'or                                                                             | Prix de la bande-annonce d’or de la Meilleure affiche de film fantastique / aventure        | Hunger Games : La Révolte, partie 2 - "Katniss en feu"            | Lauréat                 |
| Prix de la bande-annonce d'or                                                                             | Prix de la bande-annonce d’or de la Meilleure affiche de film fantastique / aventure        | Lionsgate                                                         | Lauréat                 |
| Prix de la bande-annonce d'or                                                                             | Meilleure bande-annonce d’un film d’aventure fantastique                                    | Hunger Games : La Révolte, partie 2 - "Aube"                      | Nomination              |
| Prix de la bande-annonce d'or                                                                             | Meilleure bande-annonce d’un film d’aventure fantastique                                    | Lionsgate et Trailer Park                                         | Nomination              |
| Prix de la bande-annonce d'or                                                                             | Meilleurs graphiques d'animation et de titre                                                | Hunger Games : La Révolte, partie 2 - "Rappelles toi"             | Nomination              |
| Prix de la bande-annonce d'or                                                                             | Meilleurs graphiques d'animation et de titre                                                | Lionsgate et Trailer Park                                         | Nomination              |
| Prix de la bande-annonce d'or                                                                             | Meilleurs graphismes dans un spot télévisé                                                  | Hunger Games : La Révolte, partie 2 - "Les critiques s'extasient" | Nomination              |
| Prix de la bande-annonce d'or                                                                             | Meilleur spot TV musical                                                                    | Hunger Games : La Révolte, partie 2 - "Au fond de la prairie"     | Nomination              |
| Prix de la bande-annonce d'or                                                                             | Meilleur spot TV musical                                                                    | Lionsgate                                                         | Nomination              |
| Prix de la bande-annonce d'or                                                                             | Meilleure affiche de film d'action                                                          | Hunger Games : La Révolte, partie 2 - "Katniss en feu"            | Nomination              |
| Prix de la bande-annonce d'or                                                                             | Meilleure affiche de film d'action                                                          | Lionsgate                                                         | Nomination              |
| Prix de la bande-annonce d'or                                                                             | Meilleur panneau d'affichage                                                                | -                                                                 | Nomination              |
| Prix de la bande-annonce d'or                                                                             | Meilleur panneau d'affichage                                                                | Lionsgate                                                         | Nomination              |
| Prix de la bande-annonce d'or                                                                             | Affiche la plus originale                                                                   | Hunger Games : La Révolte, partie 2 - "Fallen Snow" 1-Sheet       | Nomination              |
| Prix de la bande-annonce d'or                                                                             | Affiche la plus originale                                                                   | Lionsgate                                                         | Nomination              |
| Prix de la critique de cinéma en ligne portugaise (Críticos de Cinema Online Portugueses Awards)          | CCOP de la Meilleure scène ou séquence                                                      | Scène d'égout et exécution de Snow                                | Lauréat                 |
| Prix du choix des enfants                                                                                 | Prix Blimp de l'Actrice de cinéma préférée                                                  | Jennifer Lawrence                                                 | Lauréat                 |
| Prix du choix des enfants                                                                                 | Film préféré                                                                                | Hunger Games : La Révolte, partie 2                               | Nomination              |
| Prix du choix des enfants (Australie) (Kids' Choice Awards (Australia) / Nickelodeon SlimeFest)           | Prix Blimp de l'Actrice de cinéma préférée                                                  | -                                                                 | Lauréat                 |
| Prix du choix des enfants (Australie) (Kids' Choice Awards (Australia) / Nickelodeon SlimeFest)           | Film préféré                                                                                | Hunger Games : La Révolte, partie 2                               | Nomination              |
| Prix du jeune public                                                                                      | Prix du jeune public de la Meilleure actrice dans un film de science-fiction ou fantastique | Jennifer Lawrence                                                 | Lauréat                 |
| Prix du jeune public                                                                                      | Prix du jeune public du Meilleur baiser                                                     | Jennifer Lawrence et Josh Hutcherson                              | Lauréat                 |
| Prix du jeune public                                                                                      | Prix du jeune public de la Meilleure voleuse de vedette                                     | Jena Malone                                                       | Lauréat                 |
| Prix du jeune public                                                                                      | Meilleur film de science-fiction ou fantastique                                             | Hunger Games : La Révolte, partie 2                               | Nomination              |
| Prix du jeune public                                                                                      | Meilleur acteur dans un film de science-fiction ou fantastique                              | Josh Hutcherson                                                   | Nomination              |
| Prix du jeune public                                                                                      | Meilleure alchimie                                                                          | Jennifer Lawrence et Josh Hutcherson                              | Nomination              |
| Prix Empire                                                                                               | Meilleur film fantastique ou de science-fiction                                             | Hunger Games : La Révolte, partie 2                               | Nomination              |
| Prix Empire                                                                                               | Meilleure actrice                                                                           | Jennifer Lawrence                                                 | Nomination              |
| Prix Empire                                                                                               | Meilleurs décors                                                                            | Philip Messina                                                    | Nomination              |

## Analyse

### Différences avec le roman
- Prim tente de réveiller les souvenirs de Peeta sur son lit d'hôpital. Dans le roman, c'est Delly Cartwright (absente du film) qui est mise à contribution[17].
- Lors de la réunion de stratégie pour prendre la montagne du district 2, Coin est présente en vidéo-conférence. Dans le roman, elle ne sera avisée du plan qu'après la réunion[18].
- Haymitch n'est pas présent au district 2 dans le roman contrairement au film. Il communique avec Katniss avec une oreillette[19].
- Les personnages d'Antonius et d'Egeria (déjà présents dans le précédent film) ont été créés pour les besoins du scénario.
- Katniss sermonne Gale sur la moralité de l'attaque de la noix juste avant que celle-ci n'ait lieu. Dans le roman, cette scène a lieu au bloc du treize, après que Katniss ne soit blessée par balle[20].
- Dans le roman, Coin refuse que Katniss parte au combat sans entraînement[21] ; dans le film, c'est sans condition et Katniss est contrainte de désobéir, couverte par Johanna.
- C'est Plutarch et non Boggs qui fait le rapport de l'escouade dans le roman, et celle-ci a lieu au district 13 et non au Capitole[22].
- Normalement, Legg 2 meurt avant l'arrivée de Peeta qui la remplace[23]. Dans le film, Peeta rejoint le groupe encore au complet, et les deux sœurs meurent en même temps, cernées dans un immeuble.
- L'annonce audiovisuelle de l'attaque mortelle qui a "tué" l'escouade est d'abord annoncé par Ceasar Flickerman puis par le président Snow avant que ce dernier ne soit interrompu par Coin. Ceasar Flickerman n'intervient pas dans le livre, seules des images sont montrées en début de reportage[24].
- Dans le roman, Pollux et Cressida partent dans la foule devant Katniss et Gale pour les guider et sont eux-mêmes suivis de loin par Peeta[25]. Dans le film, seuls Katniss et Gale partent dans la foule pour affronter Snow.
- Contrairement au film, Katniss et Peeta ne s'en sortiront pas physiquement indemnes, mais gravement brûlés[26].
- Haymitch donne à Katniss une lettre de Plutarch. Dans le roman, cette lettre provient de la mère de Katniss et c'est Plutarch et non Haymitch qui lui contera les évènements après la mort de Coin[27].

## Éditions en vidéo
- Hunger Games : La Révolte, partie 2 est sorti en :
  - DVD, Blu-ray et Blu-ray 3D (édition prestige combo) le 22 mars 2016[28],[29],[30],[4],
  - et VOD le 1er octobre 2021[4].